# Čestika
Čestika (stisnuša, mošnjak, lat. Thlaspi), rod jednogodišnjeg raslinja i trajnica iz porodice kupusovki (Brassicaceae) rasprostranjen pretežno po Euroaziji. Sastoji se od desetak vrsta, od kojih u Hrvatskoj raste i poljska čestika (T. arvense)
U ovaj rod nekada su uključivane i vrste Mošnjak modrasti (Microthlaspi perfoliatum), gorska čestika (Noccaea fendleri), prorasla čestika (Microthlaspi perfoliatum),  rana čestika (Noccaea praecox), smrdljiva čestika (Mummenhoffia alliacea) 

## Vrste
1. Thlaspi arvense L.
2. Thlaspi brevistylum Mutel
3. Thlaspi ceratocarpum (Pall.) Murray
4. Thlaspi huetii Boiss.
5. Thlaspi inhumile Ponert
6. Thlaspi kilicii Yild.
7. Thlaspi kochianum F.K.Mey.
8. Thlaspi macranthum N.Busch
9. Thlaspi roseolum N.Busch
10. Thlaspi somkheticum (Bordz.) Bordz.
11. Thlaspi syriacum Bornm.
12. Thlaspi armenum N.Busch